# Liste der Kulturdenkmäler in Friedrichsdorf
Die folgende Liste enthält die in der Denkmaltopographie ausgewiesenen Kulturdenkmäler auf dem Gebiet  der  Stadt Friedrichsdorf, Hochtaunuskreis, Hessen.
Hinweis: Die Reihenfolge der Denkmäler in dieser Liste orientiert sich zunächst an Stadtteilen und anschließend der Anschrift, alternativ ist sie auch nach der Bezeichnung, der vom Landesamt für Denkmalpflege vergebenen Nummer oder der Bauzeit sortierbar.
Kulturdenkmäler werden fortlaufend im Denkmalverzeichnis des Landes Hessen durch das Landesamt für Denkmalpflege Hessen auf Basis des Hessischen Denkmalschutzgesetzes (HDSchG) geführt. Die Schutzwürdigkeit eines Kulturdenkmals hängt nicht von der Eintragung in das Denkmalverzeichnis des Landes Hessen oder der Veröffentlichung in der Denkmaltopographie ab.

Das Vorhandensein oder Fehlen eines Objekts in dieser Liste ist keine rechtsverbindliche Auskunft darüber, ob es Kulturdenkmal ist oder nicht: Diese Liste entspricht möglicherweise nicht dem aktuellen Stand der offiziellen Denkmaltopographie. Diese ist für Hessen in den entsprechenden Bänden der Denkmaltopographie Bundesrepublik Deutschland und im Internet unter DenkXweb – Kulturdenkmäler in Hessen einsehbar. Auch diese Quellen sind, obwohl sie durch das Landesamt für Denkmalpflege Hessen aktualisiert werden, nicht immer aktuell, da es im Denkmalbestand immer wieder Änderungen gibt.
Eine verbindliche Auskunft erteilt allein das Landesamt für Denkmalpflege Hessen.
Nutze diese Kartenansicht, um Koordinaten in der Liste zu setzen. In dieser Kartenansicht sind Kulturdenkmale ohne Koordinaten mit einem roten bzw. orangen Marker dargestellt und können in der Karte gesetzt werden. Kulturdenkmale ohne Bild sind mit einem blauen bzw. roten Marker gekennzeichnet, Kulturdenkmale mit Bild mit einem grünen bzw. orangen Marker.

## Friedrichsdorf
| Bild                      | Bezeichnung                                          | Lage                                                                                          | Beschreibung | Bauzeit | Objekt-Nr. |
| ------------------------- | ---------------------------------------------------- | --------------------------------------------------------------------------------------------- | --- | ------- | ---------- |
| weitere Bilder            | Gesamtanlage Obere Hugenottenstraße                  | Friedrichsdorf Lage                                                                           | Bahnstraße 2, 3, 4, 5, 6, 8, 10; Hugenottenstraße 25, 26, 27, 28, 29, 30, 31, 32, 33, 34, 35, 35a, 36, 37, 38, 38a, 39, 40, 41, 42, 44, 46, 48, 50, 50a, 52, 54, 56, 57, 58, 29, 60, 61, 62, 62a, 63, 64, 65, 66, 68, 70 |         | 737687 DDB |
| weitere Bilder            | Gesamtanlage Untere Hugenottenstraße                 | Friedrichsdorf Lage                                                                           | Hugenottenstraße 79, 81, 83, 85, 86, 86a, 87, 88, 89, 90, 91, 92, 93, 94, 95, 96, 96a, 97, 98, 100, 101, 103, 103a-c, 104, 105, 106, 107, 108, 109, 111, 119, 121; Institut Garnier 1-16; Taunusstraße 4, 6, 8 |         | 737688 DDB |
| weitere Bilder            | Wohnhaus Bahnstraße 2                                | Friedrichsdorf, Bahnstraße 2 LageFlur: 4, Flurstück: 124/76                                   | Verputztes zweistöckiges Fachwerkhaus über Bruchsteinkellern. | um 1790 | 100085 DDB |
| Villa Lavoyer             | Villa Lavoyer                                        | Friedrichsdorf, Bahnstraße 21 LageFlur: 4, Flurstück: 89/3                                    | Nach Plänen des Homburger Architekten P.A. Struth für den Fabrikanten Lavoyer im Sil des Historismus gebaute Villa. Die Fassade besteht aus hellbraunem und rotem Backstein. | 1897    | 135936 DDB |
| Bahnstraße 27             | Villa Rousselet                                      | Friedrichsdorf, Bahnstraße 27 LageFlur: 6, Flurstück: 13/1                                    | Der Architekt Heinrich C. Foeller baute die Villa mit polygonem Eckerker, Zeltdach mit Knauf und Wetterfahne und lebhaft gestalteter Dachlandschaft für Emilie Rousselet. | 1908    | 100590 DDB |
| weitere Bilder            | Altes Postamt                                        | Friedrichsdorf, Bahnstraße 29 LageFlur: 5, Flurstück: 90/15                                   | Nach Plänen von Wilhelm Mathheis erbautes zweigeschossiges Haus. Im Erdgeschoss waren die Diensträume der Post im Obergeschoss die Wohnung des Postbeamten untergebracht. | 1910    | 100086 DDB |
| weitere Bilder            | Bahnhofempfangsgebäude                               | Friedrichsdorf, Bahnstraße 54 LageFlur: 13, Flurstück: 23/10                                  | Empfangsgebäude im spätklassizistischen Stil. Es besteht aus einem Mittelbau mit zwei Stockwerken und Walmdach sowie zwei seitlichen Anbauten und ähnelt stark dem in Usingen. 1901 wurde die offene Halle an der Südseite des Gebäudes abgerissen und das Empfangsgebäude in diese Richtung verlängert. Der Kontrast zwischen dem hellen Putz und den roten Tönen des Backsteins der Risalite und Fensterbögen gehört zum ursprünglichen Gestaltungskonzept. | 1895    | 737691 DDB |
| Hugenottenstraße 27       | Wohnhaus Hugenottenstraße 27                         | Friedrichsdorf, Hugenottenstraße 27 LageFlur: 5, Flurstück: 87/1                              | | 1712    | 100572 DDB |
| weitere Bilder            | Wohnhaus Hugenottenstraße 32                         | Friedrichsdorf, Hugenottenstraße 32 LageFlur: 5, Flurstück: 21/1                              | |         | 100088 DDB |
| Hugenottenstraße 34       | Wohnhaus Hugenottenstraße 34                         | Friedrichsdorf, Hugenottenstraße 34 LageFlur: 5, Flurstück: 22                                | |         | 100089 DDB |
| weitere Bilder            | Wohnhaus Hugenottenstraße 35                         | Friedrichsdorf, Hugenottenstraße 35 LageFlur: 5, Flurstück: 81                                | |         | 100090 DDB |
| Hugenottenstraße 36       | Wohnhaus Hugenottenstraße 36                         | Friedrichsdorf, Hugenottenstraße 36 LageFlur: 5, Flurstück: 23/1                              | |         | 100091 DDB |
| weitere Bilder            | Wohnhaus Hugenottenstraße 37                         | Friedrichsdorf, Hugenottenstraße 37 LageFlur: 5, Flurstück: 79                                | |         | 100092 DDB |
| Hugenottenstraße 44       | Wohnhaus Hugenottenstraße 44, sogenanntes Hirtenhaus | Friedrichsdorf, Hugenottenstraße 44 LageFlur: 5, Flurstück: 33/1                              | | 1706    | 100095 DDB |
| weitere Bilder            | Wohnhaus Hugenottenstraße 48                         | Friedrichsdorf, Hugenottenstraße 48 LageFlur: 5, Flurstück: 35/1                              | |         | 100096 DDB |
| weitere Bilder            | Wohnhaus Hugenottenstraße 52                         | Friedrichsdorf, Hugenottenstraße 52 LageFlur: 5, Flurstück: 39                                | |         | 100097 DDB |
| weitere Bilder            | Fachwerkwohnhaus Hugenottenstraße 62                 | Friedrichsdorf, Hugenottenstraße 62 LageFlur: 5, Flurstück: 49/1                              | |         | 100098 DDB |
| weitere Bilder            | Fachwerkwohnhaus Hugenottenstraße 66                 | Friedrichsdorf, Hugenottenstraße 66 LageFlur: 5, Flurstück: 53, 54/2                          | | um 1717 | 100099 DDB |
| weitere Bilder            | Wohnhaus Hugenottenstraße 70                         | Friedrichsdorf, Hugenottenstraße 70/72 LageFlur: 5, Flurstück: 56/56, 58/4                    | | um 1800 | 100100 DDB |
| weitere Bilder            | Wohnhaus Hugenottenstraße 79                         | Friedrichsdorf, Hugenottenstraße 79 LageFlur: 4, Flurstück: 33                                | | um 1800 | 100101 DDB |
| Hugenottenstraße 85 + 85b | Wohnhaus Hugenottenstraße 85                         | Friedrichsdorf, Hugenottenstraße 85/87 LageFlur: 4, Flurstück: 23, 24/1                       | |         | 100547 DDB |
| Hugenottenstraße 85 + 85b | Färberhäuschen Hugenottenstraße 85b                  | Friedrichsdorf, Hugenottenstraße 85b LageFlur: 4, Flurstück: 24/1                             | | um 1750 | 100102 DDB |
| weitere Bilder            | Ehemaliges Mädcheninternat                           | Friedrichsdorf, Hugenottenstraße 90 LageFlur: 2, Flurstück: 58                                | | 1760    | 100103 DDB |
| weitere Bilder            | Wohnhaus Hugenottenstraße 91                         | Friedrichsdorf, Hugenottenstraße 91 LageFlur: 4, Flurstück: 19/1                              | | 1807    | 100104 DDB |
| weitere Bilder            | Französisch-reformierte Kirche                       | Friedrichsdorf, Hugenottenstraße 92 LageFlur: 2, Flurstück: 57/5                              | |         | 100105 DDB |
| weitere Bilder            | Wohnhaus Hugenottenstraße 93 (Philipp-Reis-Haus)     | Friedrichsdorf, Hugenottenstraße 93 LageFlur: 4, Flurstück: 17/7                              | |         | 100106 DDB |
| weitere Bilder            | Wohnhaus Hugenottenstraße 94                         | Friedrichsdorf, Hugenottenstraße 94 LageFlur: 2, Flurstück: 105/40                            | |         | 100107 DDB |
| Hugenottenstraße 95       | Wohnhaus Hugenottenstraße 95                         | Friedrichsdorf, Hugenottenstraße 95 LageFlur: 4, Flurstück: 17/6                              | |         | 100108 DDB |
| weitere Bilder            | Wohnhaus Hugenottenstraße 97                         | Friedrichsdorf, Hugenottenstraße 97 LageFlur: 4, Flurstück: 12/2                              | | 1879/80 | 100109 DDB |
| weitere Bilder            | Wohnhaus Hugenottenstraße 98                         | Friedrichsdorf, Hugenottenstraße 98 LageFlur: 2, Flurstück: 37/2                              | |         | 100110 DDB |
| Hugenottenstraße 101      | Wohnhaus Hugenottenstraße 101                        | Friedrichsdorf, Hugenottenstraße 101/101a/103/103a LageFlur: 4, Flurstück: 6/3, 6/5, 7/3, 8/2 | | 1896    | 100576 DDB |
| Hugenottenstraße 104      | Wohnhaus Hugenottenstraße 104                        | Friedrichsdorf, Hugenottenstraße 104 LageFlur: 2, Flurstück: 30/2                             | |         | 100111 DDB |
| weitere Bilder            | Wohnhaus Hugenottenstraße 106                        | Friedrichsdorf, Hugenottenstraße 106/104 LageFlur: 2, Flurstück: 28, 30/2                     | |         | 100113 DDB |
| Hugenottenstraße 107      | Wohnhaus Hugenottenstraße 107                        | Friedrichsdorf, Hugenottenstraße 107 LageFlur: 4, Flurstück: 2/9                              | |         | 100112 DDB |
| weitere Bilder            | Wohnhaus Hugenottenstraße 108                        | Friedrichsdorf, Hugenottenstraße 108 LageFlur: 2, Flurstück: 27/1                             | |         | 100114 DDB |
| Hugenottenstraße 119      | Schule (Teil des Instituts Garnier)                  | Friedrichsdorf, Hugenottenstraße 119 LageFlur: 3, Flurstück: 44/6                             | |         | 100577 DDB |
| weitere Bilder            | Wohn- und Geschäftshaus Hugenottenstraße 120         | Friedrichsdorf, Hugenottenstraße 120 LageFlur: 2, Flurstück: 5/10                             | |         | 100115 DDB |
| Hugenottenstraße 123      | Villa Hugenottenstraße 123                           | Friedrichsdorf, Hugenottenstraße 123 LageFlur: 3, Flurstück: 1/8                              | | um 1872 | 100116 DDB |
| weitere Bilder            | Sachgesamtheit Institut Garnier                      | Friedrichsdorf, Institut Garnier 1-16 LageFlur: 3, Flurstück: 47/1–47/19                      | |         | 738150 DDB |
| Landgrafensäule           | Landgrafensäule                                      | Friedrichsdorf, Landgrafenplatz ohne Nummer LageFlur: 2, Flurstück: 71/11                     | |         | 100573 DDB |
| weitere Bilder            | Alter Friedhof                                       | Friedrichsdorf, Taunusstraße ohne Nummer LageFlur: 7, Flurstück: 7/2                          | |         | 100548 DDB |
| Taunusstraße 4            | Wohnhaus Taunusstraße 4                              | Friedrichsdorf, Taunusstraße 4 LageFlur: 2, Flurstück: 54/1                                   | |         | 135937 DDB |
| Taunusstraße 14           | Wohnhaus Taunusstraße 14                             | Friedrichsdorf, Taunusstraße 14 LageFlur: 2, Flurstück: 49/1                                  | |         | 135938 DDB |
| Taunusstraße 17           | Villa Haller                                         | Friedrichsdorf, Taunusstraße 17 LageFlur: 1, Flurstück: 44/11                                 | | 1905    | 100546 DDB |
| Wilhelmstraße 14          | Villa Stemler                                        | Friedrichsdorf, Wilhelmstraße 14 LageFlur: 6, Flurstück: 51/3                                 | | 1896    | 100118 DDB |
| Wilhelmstraße 14a         | Fabrik „Stemler Zwieback“                            | Friedrichsdorf, Wilhelmstraße 14a/b LageFlur: 6, Flurstück: 50/12                             | | 1897    | 100118 DDB |
| Wilhelmstraße 16          | Villa Garnier                                        | Friedrichsdorf, Wilhelmstraße 16 LageFlur: 6, Flurstück: 50/10                                | | um 1850 | 100119 DDB |

## Burgholzhausen vor der Höhe
| Bild                                   | Bezeichnung                            | Lage                                                                            | Beschreibung | Bauzeit | Objekt-Nr. |
| -------------------------------------- | -------------------------------------- | ------------------------------------------------------------------------------- | --- | ------- | ---------- |
| weitere Bilder                         | Gesamtanlage Alt Burgholzhausen        | Burgholzhausen Lage                                                             | Alt Burgholzhausen 1, 3, 5, 7, 8, 9, 10, 11, 13, 15, 16, 17, 18, 18a, 19, 20, 21, 22, 23, 24, 25, 26, 28, 30, 32, 32a, 34, 36, 38, 40, 42, 44, 44a; Am Alten Rathaus 1, 1a, 2, 3, 4, 9, 11; Haingasse 1, 2, 3, 4, 5, 6, 6a, 7, 8, 10, 12, 13, 14, 15, 16, 17, 18, 19, 20, 21, 22, 23, 24, 24a, 25, 26, 26a, 27, 28, 29, 30, 30a, 31, 32, 33, 34, 35/4726, 39, 41, 43, 45; Hanauer Straße 1, 1a, 2, 3, 4, 5, 6, 6a, 7, 8, 9, 10, 10a, 11, 12, 14, 16, 18, 20, 22, 24, 26, 28, 30, 32, 34, 36, 36a, 38, 38a, 40, 42, 44; Hintergasse 1, 1a, 2, 3, 4, 6, 6a, 7, 8, 9, 10, 11, 13, 15, 17, 19, 21; Königsteiner Straße 2, 19, 21; Obererlenbacher Straße 2, 4; Rodheimer Straße 7; Zeil 1, 2, 4, 6, 8, 10, 12, 14 |         | 738441 DDB |
| Bild gesucht BW                        | Scheune                                | Burgholzhausen, Alt Burgholzhausen 1 LageFlur: 1, Flurstück: 123                | |         | 100586 DDB |
| Bild gesucht BW                        | Wohnhaus Alt Burgholzhausen            | Burgholzhausen, Alt Burgholzhausen 11 LageFlur: 1, Flurstück: 74/2              | |         | 737725 DDB |
| Wohnhaus Alt Burgholzhausen 13         | Wohnhaus Alt Burgholzhausen 13         | Burgholzhausen, Alt Burgholzhausen 13 LageFlur: 1, Flurstück: 72/2              | |         | 737726 DDB |
| Hofanlage Alt Burgholzhausen 15        | Hofanlage Alt Burgholzhausen 15        | Burgholzhausen, Alt Burgholzhausen 15 LageFlur: 1, Flurstück: 71/1              | |         | 737727 DDB |
| Bild gesucht BW                        | Gasthaus „Zum Weißen Ross“             | Burgholzhausen, Alt Burgholzhausen 17 LageFlur: 1, Flurstück: 70/2              | |         | 737729 DDB |
| Fachwerkwohnhaus Alt Burgholzhausen 18 | Fachwerkwohnhaus Alt Burgholzhausen 18 | Burgholzhausen, Alt Burgholzhausen 18 LageFlur: 1, Flurstück: 323/1             | |         | 737728 DDB |
| Ehemaliges Gasthaus „Goldene Krone“    | Ehemaliges Gasthaus „Goldene Krone“    | Burgholzhausen, Alt Burgholzhausen 20 LageFlur: 1, Flurstück: 3                 | |         | 100125 DDB |
| weitere Bilder                         | Evangelische Kirche                    | Burgholzhausen, Alt Burgholzhausen 22 LageFlur: 1, Flurstück: 6                 | |         | 737731 DDB |
| Ehrenmal an der Kirche                 | Ehrenmal an der Kirche                 | Burgholzhausen, Alt Burgholzhausen 22 LageFlur: 1, Flurstück: 6                 | |         | 737731 DDB |
| Wohnhaus Alt Burgholzhausen 24         | Wohnhaus Alt Burgholzhausen 24         | Burgholzhausen, Alt Burgholzhausen 24 LageFlur: 1, Flurstück: 21                | |         | 737732     |
| Fachwerkwohnhaus Alt Burgholzhausen 26 | Fachwerkwohnhaus Alt Burgholzhausen 26 | Burgholzhausen, Alt Burgholzhausen 26 LageFlur: 1, Flurstück: 22                | |         | 737733 DDB |
| Wohnhaus Alt Burgholzhausen 36         | Wohnhaus Alt Burgholzhausen 36         | Burgholzhausen, Alt Burgholzhausen 36 LageFlur: 1, Flurstück: 32/2              | |         | 737734 DDB |
| Bild gesucht BW                        | Ehemaliges Gasthaus „Zur Linde“        | Burgholzhausen, Alt Burgholzhausen 38 LageFlur: 1, Flurstück: 35                | |         | 737735 DDB |
| weitere Bilder                         | Ehrenmal                               | Burgholzhausen, Alt Burgholzhausen 50 LageFlur: 1, Flurstück: 203               | | 1922    | 738190 DDB |
| weitere Bilder                         | Ehemaliges Rathaus                     | Burgholzhausen, Am alten Rathaus 2 LageFlur: 1, Flurstück: 73                   | |         | 737736 DDB |
| Burgstraße 4                           | Wohnhaus Burgstraße 4                  | Burgholzhausen, Burgstraße 4 LageFlur: 1, Flurstück: 783/33                     | | 1948    | 737737 DDB |
| Bild gesucht BW                        | Wohnhaus Haingasse 4                   | Burgholzhausen, Haingasse 4 LageFlur: 1, Flurstück: 160                         | |         | 737738 DDB |
| weitere Bilder                         | Doppelwohnhaus Haingasse 35/37         | Burgholzhausen, Haingasse 35/37 LageFlur: 1, Flurstück: 114, 115                | |         | 737739 DDB |
| Bild gesucht BW                        | Tor                                    | Burgholzhausen, Hanauer Straße 9 Lage                                           | |         | 737740 DDB |
| Hanauer Straße 10                      | Fachwerkwohnhaus Hanauer Straße 10     | Burgholzhausen, Hanauer Straße 10 LageFlur: 1, Flurstück: 59/1                  | |         | 737741 DDB |
| Hanauer Straße 38                      | Wohnhaus Hanauer Straße 38             | Burgholzhausen, Hanauer Straße 38 LageFlur: 1, Flurstück: 91                    | |         | 737742 DDB |
| weitere Bilder                         | Fachwerkwohnhaus Hintergasse 1         | Burgholzhausen, Hintergasse 1 LageFlur: 1, Flurstück: 1/2                       | |         | 737743 DDB |
| Hintergasse 6                          | ehemalige reformierte Kirche           | Burgholzhausen, Hintergasse 6 LageFlur: 1, Flurstück: 308/1                     | |         | 738154 DDB |
| Hintergasse 7                          | Ehemalige Schule                       | Burgholzhausen, Hintergasse 7 LageFlur: 1, Flurstück: 7/3                       | |         | 737744 DDB |
| Hintergasse 19                         | Wohnhaus Hintergasse 19                | Burgholzhausen, Hintergasse 19 LageFlur: 1, Flurstück: 13/3                     | |         | 737745 DDB |
| weitere Bilder                         | Jüdischer Friedhof                     | Burgholzhausen, Im Weinberg, Burg LageFlur: 2, Flurstück: 49, 82                | |         | 737750 DDB |
| Bild gesucht BW                        | Gedenkstein                            | Burgholzhausen, Im Weinberg, Burg LageFlur: 2, Flurstück: 49, 82                | |         | 737750 DDB |
| Königsteiner Straße 2                  | Ehemaliger Ingelheimer Amtshof         | Burgholzhausen, Königsteiner Straße 2 LageFlur: 1, Flurstück: 497, 498          | |         | 737746 DDB |
| weitere Bilder                         | Katholische Kirche                     | Burgholzhausen, Ober-Erlenbacher-Straße 4 LageFlur: 1, Flurstück: 499           | |         | 737748 DDB |
| Ober-Erlenbacher Straße 4, Wegekreuz   | Wegekreuz                              | Burgholzhausen, Ober-Erlenbacher-Straße 4 LageFlur: 1, Flurstück: 499           | |         | 737748 DDB |
| Bahnbrücke, Südseite                   | Eisenbahnbrücke                        | Burgholzhausen, Rechts der Friedrichsdorfer Straße LageFlur: 5, Flurstück: 55/4 | Eisenbahnbrücke bei Kilometer 26,62 mit Natursteinfassade und Backsteingewölbe. Später auf der Nordseite für das zweite Streckengleis um eine Betonbrücke erweitert. | 1897    | 135935 DDB |
| weitere Bilder                         | Ehemaliger Bahnhof                     | Burgholzhausen, Wilhelm-Reuter-Weg 19 LageFlur: 1, Flurstück: 789/14            | Das Gebäude war ursprünglich ein Typenbau ähnlich dem Bahnhof in Ober-Rosbach. Auf einem T-förmigen Grundriss entstand ein zweigeschossiges Bahnhofsgebäude mit allseitig verschieferten Giebeln in Fachwerk mit niedrigen Anbauen an den Seiten. | 1901    | 745900 DDB |
| weitere Bilder                         | Hofanlage Zeil 1                       | Burgholzhausen, Zeil 1 LageFlur: 1, Flurstück: 319                              | |         | 737749 DDB |

## Dillingen
| Bild                | Bezeichnung                             | Lage | Beschreibung | Bauzeit | Objekt-Nr. |
| ------------------- | --------------------------------------- | --- | ------------ | ------- | ---------- |
| weitere Bilder      | Gesamtanlage Alt Dillingen              | Dillingen, Dillinger Straße 28/30, 29, 31, 32, 33, 34, 35, 36, 37, 38/40, 39, 41/43, 42, 45, 46, 48, 50 Lage |              |         | 100146 DDB |
| weitere Bilder      | Ehemaliges Schul- und Bethaus           | Dillingen, Dillinger Straße 32 LageFlur: 3, Flurstück: 261/1                                                 |              | 1804    | 100147 DDB |
| weitere Bilder      | Fachwerkwohnhaus Dillinger Straße 33/35 | Dillingen, Dillinger Straße 33/35 LageFlur: 3, Flurstück: 208, 209                                           |              | 1804/05 | 100148 DDB |
| weitere Bilder      | Fachwerkwohnhaus Dillinger Straße 36    | Dillingen, Dillinger Straße 36 LageFlur: 3, Flurstück: 256/6                                                 |              |         | 100149 DDB |
| Dillinger Straße 37 | Fachwerkwohnhaus Dillinger Straße 37    | Dillingen, Dillinger Straße 37 LageFlur: 3, Flurstück: 213/4                                                 |              |         | 100150 DDB |
| weitere Bilder      | Fachwerkwohnhaus Dillinger Straße 38/40 | Dillingen, Dillinger Straße 38/40 LageFlur: 3, Flurstück: 251/1, 255/10                                      |              | 1804    | 100151 DDB |

## Köppern
| Bild                                  | Bezeichnung                           | Lage | Beschreibung | Bauzeit | Objekt-Nr. |
| ------------------------------------- | ------------------------------------- | --- | --- | ------- | ---------- |
| weitere Bilder                        | Gesamtanlage Alt-Köppern              | Köppern Lage | Köpperner Straße 81,83,85,86,87,88,89,90,91,92,93,94,95,96,97,98,99,100,101,103,105,107,108,109,110,111,112,114,116; Mühlstraße 2,4,6,8,10,12,14; Schulstraße 1,2,3,4,5,6,7,9; Zum Köpperner Tal 1 |         | 100152 DDB |
| weitere Bilder                        | Bahnhof Saalburg                      | Köppern, Bahnhof Saalburg 3 LageFlur: 9, Flurstück: 1/42                                                                                    | |         | 737767 DDB |
| weitere Bilder                        | Köhlermühle                           | Köppern, Dreieichstraße 7 LageFlur: 17, Flurstück: 37/7                                                                                     | |         | 100582 DDB |
| weitere Bilder                        | Sachgesamtheit Waldkrankenhaus        | Köppern, Gutsweg 1–6, Emil-Sioli-Weg, Erlenbach, Köpperner Gemeindewald LageFlur: 9, 26, Flurstück: 6/16, 1, 129, 149/11, 19, 4, 5, 69/1, 9 | |         | 737766 DDB |
| Erlenbach-Brücke                      | Erlenbach-Brücke                      | Köppern, Köpperner Straße, Erlenbach LageFlur: 17, 18, Flurstück: 118/2, 149/1, 149/2, 149/3                                                | Älteste Brücke über den Erlenbach in Köppern, erbaut 1826 mit dem Chausseebau von Friedrichsdorf. Die Brücke besteht aus zwei Tonnengewölben mit in Buntsandstein abgesetzten Bögen                | 1826    | 738189 DDB |
| weitere Bilder                        | Evangelische Kirche                   | Köppern, Köpperner Straße 92 LageFlur: 18, Flurstück: 7/1                                                                                   | |         | 100154 DDB |
| weitere Bilder                        | Wohnhaus Köpperner Straße 98          | Köppern, Köpperner Straße 98 LageFlur: 18, Flurstück: 11                                                                                    | |         | 100155 DDB |
| weitere Bilder                        | Fachwerkwohnhaus Köpperner Straße 99  | Köppern, Köpperner Straße 99 LageFlur: 17, Flurstück: 169                                                                                   | |         | 100156 DDB |
| Fachwerkwohnhaus Köpperner Straße 100 | Fachwerkwohnhaus Köpperner Straße 100 | Köppern, Köpperner Straße 100 LageFlur: 18, Flurstück: 12/2                                                                                 | |         | 100157 DDB |
| weitere Bilder                        | Ehemaliges Pfarrhaus                  | Köppern, Köpperner Straße 101 LageFlur: 17, Flurstück: 103                                                                                  | | 1830    | 100158 DDB |
| weitere Bilder                        | Wohnhaus Köpperner Straße 110         | Köppern, Köpperner Straße 110 LageFlur: 18, Flurstück: 28                                                                                   | |         | 100159 DDB |
| weitere Bilder                        | Ehemaliges Schul- und Rathaus         | Köppern, Köpperner Straße 111 LageFlur: 16, Flurstück: 191                                                                                  | |         | 100160 DDB |
| weitere Bilder                        | Wohnhaus Mühlstraße 13                | Köppern, Mühlstraße 13 LageFlur: 17, Flurstück: 31                                                                                          | |         | 961806     |
| Trauerhalle                           | Trauerhalle                           | Köppern, Zum Köpperner Tal ohne Nummer LageFlur: 13, Flurstück: 21/1                                                                        | |         | 738186 DDB |
| weitere Bilder                        | Ehrenmal erster Weltkrieg             | Köppern, Zum Köpperner Tal ohne Nummer LageFlur: 16, Flurstück: 130                                                                         | |         | 738186 DDB |
| weitere Bilder                        | Ehrenmal Deutsch-Französischer Krieg  | Köppern, Zum Köpperner Tal ohne Nummer LageFlur: 16, Flurstück: 130                                                                         | |         | 738186 DDB |
| weitere Bilder                        | Wohnhaus Zum Köpperner Tal 1          | Köppern, Zum Köpperner Tal 1 LageFlur: 17, Flurstück: 108/3                                                                                 | |         | 100163 DDB |

## Seulberg
| Bild                                | Bezeichnung                         | Lage                                                                    | Beschreibung | Bauzeit | Objekt-Nr. |
| ----------------------------------- | ----------------------------------- | ----------------------------------------------------------------------- | --- | ------- | ---------- |
| weitere Bilder                      | Gesamtanlage Seulberg               | Seulberg Lage                                                           | Alt Seulberg 38, 41, 42, 42a, 43, 44, 44a, 45, 46, 48, 48a, 50, 52, 54, 56, 58, 60, 62, 64, 68, 70; Grabenstraße 1, 2, 8 |         | 740489 DDB |
| Alt Seulberg 6                      | Wohnhaus Alt Seulberg 6             | Seulberg, Alt Seulberg 6 LageFlur: 17, Flurstück: 660/45                | |         | 100164 DDB |
| Alt Seulberg 13                     | Wohnhaus Alt Seulberg 13            | Seulberg, Alt Seulberg 13 LageFlur: 17, Flurstück: 169                  | |         | 100165 DDB |
| weitere Bilder                      | Gasthaus „Zum Deutschen Haus“       | Seulberg, Alt Seulberg 21/23 LageFlur: 17, Flurstück: 118/3, 518/119    | |         | 100172 DDB |
| weitere Bilder                      | Evangelische Pfarrkirche            | Seulberg, Alt Seulberg 27 LageFlur: 17, Flurstück: 121/3                | Evangelische Pfarrkirche                                                                                                 |         | 737771 DDB |
| weitere Bilder                      | Ehrenmal                            | Seulberg, Alt Seulberg 27 LageFlur: 17, Flurstück: 121/3                | |         | 737771 DDB |
| Ehemalige Synagoge                  | Ehemalige Synagoge                  | Seulberg, Alt Seulberg 38 LageFlur: 17, Flurstück: 94                   | |         | 100588 DDB |
| Ehemaliges Gasthaus „Homburger Hof“ | Ehemaliges Gasthaus „Homburger Hof“ | Seulberg, Alt Seulberg 41 LageFlur: 42, Flurstück: 1/2                  | |         | 100167 DDB |
| Fachwerkwohnhaus Alt Seulberg 44a   | Fachwerkwohnhaus Alt Seulberg 44a   | Seulberg, Alt Seulberg 44a LageFlur: 17, Flurstück: 88/3                | |         | 100168 DDB |
| weitere Bilder                      | Ehemaliges Rathaus                  | Seulberg, Alt Seulberg 46 LageFlur: 17, Flurstück: 87/8                 | |         | 737774 DDB |
| Wohnhaus Alt Seulberg 50            | Wohnhaus Alt Seulberg 50            | Seulberg, Alt Seulberg 50 LageFlur: 17, Flurstück: 82/1                 | |         | 100170 DDB |
| Alt Seulberg 52                     | Wohnhaus Alt Seulberg 52            | Seulberg, Alt Seulberg 52 LageFlur: 17, Flurstück: 81                   | |         | 737776     |
| Gedenksäule                         | Gedenksäule                         | Seulberg, Bauwald (bei Hardtwaldallee 24) LageFlur: 20, Flurstück: 1/28 | | 1851    | 100574 DDB |
| weitere Bilder                      | Fachwerkwohnhaus Grabenstraße 2     | Seulberg, Grabenstraße 2 LageFlur: 17, Flurstück: 84/5                  | |         | 100174 DDB |
| Alte Schule (links)                 | Alte Schule                         | Seulberg, Herrenhofstraße 1 LageFlur: 41, Flurstück: 216/2              | |         | 135940 DDB |
| weitere Bilder                      | Jüdischer Friedhof                  | Seulberg, Im Halbenstahl ohne Nummer LageFlur: 43, Flurstück: 172       | |         | 100175 DDB |
| Aulofen                             | Aulofen                             | Seulberg, Lohgrundweg (Schleidweg) LageFlur: 28, Flurstück: 52/1        | |         | 100177 DDB |
| Schäferstraße 24                    | Wohnhaus Schäferstraße 24           | Seulberg, Schäferstraße 24 LageFlur: 17, Flurstück: 202/7               | |         | 100176 DDB |